# طاسة (إناء)
الطاسة هي طبق عريض ولكنه ضحل يشبه الصُحَيفة يكون إما مثبتاً على ساق وقدم أو على قدم وحدها. اعتمدت هذه الكلمة بشكل عام من قبل علماء الآثار والجهابذة لهذا النوع من الأواني، المستخدمة إما للشرب، أو تقديم أشياء صغيرة من الطعام، أو للعرض فقط. تصنع الطاسات بشكل شائع من المعدن أو الزجاج أو الخزف، ويمكن صنعها من مواد أخرى.